# オスワルド・アラニス
オスワルド・アラニス・パントハ（Oswaldo Alanís Pantoja、1989年3月18日 - ）は、メキシコ・ミチョアカン州モレリア出身のプロサッカー選手。メキシコ代表。ポジションは、ディフェンダー（CB）。

## 経歴

### クラブ
2007年からエストゥディアンテス・テコスのユースチームでプレーを始め、2009年にトップ昇格。2009年4月のクラブ・アメリカ戦で82分から交代出場しトップチームデビュー。試合には2-1で勝利した。
2012年5月、アペルトゥーラ 2012を制覇したサントス・ラグナに移籍することが発表された。
2015年6月、CDグアダラハラに移籍。
2018年5月7日、リーガ・エスパニョーラのヘタフェCFへの移籍が発表された。8月20日、公式戦の出場が無いままヘタフェとの契約を解除し退団。

### 代表
U20年代からメキシコ代表に選出されており、CONCACAF U-20選手権2009、ロンドンオリンピック (2012年) サッカー北中米カリブ海予選などにメキシコ代表の一員として参加した。
2011年6月、ルイス・フェルナンド・テナ代表監督がコパ・アメリカ2011に参加するメンバーの一人にアラニスを選出した。しかしアラニスは1試合も出場することなく大会を終えた。
その後しばらく代表から遠ざかったが、テコス時代に指導を受けたミゲル・エレーラが新監督に就任すると、約3年ぶりにメキシコ代表に選出された。そして2014年9月のチリ戦で念願のメキシコ代表初キャップを記録した。

## タイトル
サントス・ラグナ
- リーガMX: クラウスーラ 2015
- コパMX: アペルトゥーラ 2014

グアダラハラ
- リーガMX: クラウスーラ 2017[3]
- コパMX: アペルトゥーラ 2015[4], クラウスーラ 2017[5]
- スーペルコパMX: 2016[6]
- CONCACAFチャンピオンズリーグ: 2018[7]